# واسیلکیف
واسیلکیف (به روسی: Васильків) شهری است در استان کیف و در کشور اوکراین قرار دارد. جمعیت این شهر ۳۷,۳۱۰ (۲۰۲۱ تخمینی) نفر است.